# سونيتات رثائية
«إليجايك سونيتس» وتعني بالعربية السونيتات الرثائية أو القصائد الرثائية (بالإنجليزية: Elegiac Sonnets)‏، عنوانها الكامل هو «سوناتات رثائية، ومقالات أخرى كتبتها شارلوت سوسمان من بيجنر بارك، في ساسكس» (بالإنجليزية: Elegiac Sonnets, and Other Essays by Charlotte Sussman of Bignor Park, in Sussex)‏ وهي مجموعة شعرية كتبتها شارلوت تيرنر سميث ونشرتها لأول مرة في عام 1784. كانت السوناتات شائعة على نطاق واسع وكانت طباعتها بشكل متكرر حيث أضافت سميث المزيد من القصائد بمرور الوقت. يرجع الفضل إلى السونيتات في إعادة نشر شكل السوناتة في القرن الثامن عشر. عُرفت القصيدة لتمثيلها الشعري للعاطفة الشخصية، مما جعلها نصًا مهمًا في الحركة الرومانسية.

## المحتوى
كانت النسخة الأولى من Elegiac Sonnets في عام 1784 عبارة عن مجلد واحد يضم ستة عشر سوناتة وثلاث قصائد أخرى.:28 كانت الطبعة التاسعة في عام 1800 هي الطبعة الأخيرة التي أشرفت عليها سميث، أما الطبعة الأخيرة لإضافة القصائد كانت الطبعة العاشرة والتي صدرت عام 1812، كانت عبارة عن مجلدين مع تسعة وخمسين سوناتة وثماني قصائد أخرى.:28

### القصائد التي صدرت في الطبعة الأولى (1784)
- السونيت الأولى، ["The partial muse"]
- السونيت الثانية، "Written at the Close of Spring"
- السونيت الثالثة، "To a Nightingale"
- السونيت الرابعة، "To the Moon"
- السونيت الخامسة، "To the South Downs"
- السونيت السادسة، "To Hope"
- السونيت السابعة، "On the Departure of the Nightingale"
- السونيت الثامنة، "To Sleep"[ب]
- Chanson, par le Cardinal Bernis
- Imitation
- The Origin of Flattery
- ["Go, cruel tyrant"]
- "To Solitude"
- ["Make there my tomb"]
- سونيت، من بترارك ["Loose to the wind"]
- سونيت، من بترارك ["Where the green leaves"]
- سونيت، من بترارك ["Ye vales and woods"]
- "To Spring"[ج]
- سونيت بدون عنوان ["Blest is yon shepherd"][د]

### القصائد المضافة في الإصدارات اللاحقة
- السونيت السابعة والعشرون ["Sighing I see yon little troop"]
- السونيت الثانية والثلاثون، "To Melancholy. Written on the banks of the Arun October, 1785"
- السونيت التاسعة والثلاثون، من الرواية إميلاين، "To Night"
- السونيت الأربعين، من الرواية إميلاين، ["Far on the sands"]
- السونيت الواحدة والأربعين، "To Tranquillity"
- السونيت الأربعة والأربعين، "Written in the Church Yard at Middleton in Sussex"
- السونيت التاسع والخمسين، "Written during a Thunder Storm, September, 1791; in which the Moon was perfectly clear, while the Tempest gathered in various directions near the Earth."
- السونيت الثامنة والخمسين، "The Glow-Worm"
- السونيت السبعين، "On Being Cautioned Against Walking on an Headland Overlooking the Sea, Because it was Frequented by a Lunatic"
- السونيت الرابعة والسبعين، "The Winter Night"
- السونيت الثمانين، "To the Invisible Moon"
- السونيت الثالثة والثمانين، "The Sea View"
- السونيت الرابعة والثمانين، "To the Muse"
- السونيت الثانية والتسعين، "Written at Bignor Park in Sussex, in August, 1799"

## الأسلوب
تجنبت سميث شكل السوناتات البتراركان (الإيطالية). من بين 92 سوناتة في الطبعة العاشرة، اثنتان فقط تتبعان البتراركان.:11 بدلاً من ذلك، جربت أشكال السونيت التي تناسب اللغة الإنجليزية بشكل أفضل.:11 العديد من السوناتات تقنيًا شبيهة لسوناتات شكسبير، ولكن معظمها غير منتظم بطريقة ما.:11 وصف الباحثون تجاربها مع شكل السونيت بأنها تتبع لغة شعرية أبسط وأكثر طبيعية ومباشرة تتطابق مع العواطف التي عبرت عنها بشكل أفضل من لغة السوناتات البتراركان.:11 هذا السعي وراء التعبير البسيط والمباشر هو من بين أسباب تصنيف سميث على أنه شاعرة تتبع الرومانسية. توقعت سميث الابتكارات الشعرية لـ «ليريكال بالادز» (القصص غنائية) (بالإنجليزية: Lyrical Ballads)‏ والتي كتبها ويليام ووردزوورث وصامويل تايلر كولريدج. كان الشاعر الرومانسي جون كيتس مدينًا لابتكارات سميث لمحاولاته الخاصة لابتكار شكل جديد من السوناتات الإنجليزية على وجه التحديد.:11
كان هناك بعض رد الفعل العكسي ضد هذه البساطة،:12 نظرًا لأنها أقل منطقية فالسوناتات البتراركان تتطلب العديد من القوافي في نهاية الكلمة نفسها، ولذلك اُعتبر أن شكل السوناتات الشكسبيرية أسهل من السوناتات البتراركان أو الميلتونك.:12 سخر ويليام بيكفورد على السهولة المتصورة لسونيتات سميث بقصيدة تسمى «السونيتات الرثائية إلى الممسحة.» (بالإنجليزية: Elegiac Sonnet to a Mopstick)‏.:13 انتقدت آنا سيوارد سونيتات سميث وذلك لانحرافها عن الأشكال الموصوفة.:13 في عام 1796، عندما نشرت ماري روبنسون السوناتات الخاص بها، أكدت على التزامها الخاص بالقواعد الرسمية في العنوان Sappho and Phaon: in a of the Legitimate Sonnets.:13

### التأثيرات
تأثرت سونيتات سميث بشعر توماس غراي، بما في ذلك السوناتة الوحيدة له، «على وفاة السيد ريتشارد ويست»، والتي كُتبت عام 1742 ونشرت عام 1775.:217 كثيرًا ما امتدحت سميث بتوماس غراي كشاعر وأشارت إلى كتبه، والتي كانت بنفس نبرتها الكئيبة.:217 كانت سميث على علم أيضًا بسوناتات جون ميلتون في القرن السابع عشر، مثل أو نايتنجايل «العندليب» (بالإنجليزية: O Nightingale)‏ والتي حُدِدَت فيها ما يتوقعه شعراء القرن الثامن عشر من السوناتات الإنجليزية.:217 بعد النسخة الأولى من السونيتات الرثائية، تأثرت سميث بقصيدة ذا تاسك «المهمة» (بالإنجليزية: The Task)‏ لويليام كوبر.:218

## المواضيع

### الحزن
الشعور العام بالحزن الكئيب هي السمة الغالبة في السونيتات، وهي التي تميز أعمال سميث عن السونيتات السابقة، والتي كانت عادةً قصائد حب. ظهرت في الروايات العاطفية في ذلك الوقت بشكل عام الشخصيات الذكرية الشاعرة بالوحدة والكآبة والحزن، مثل شخصية فرتر في آلام فرتر (1779). تعتبر سونيتات سميث النسخة الشعرية الأنثوية لهذا النوع من الشخصيات.:17

### الطبيعة
يُعد تصوير سميث للطبيعة في السونيتات جديرًا بالذكر لتقديمها موضوع الطبيعة كموضوع رئيسي للرومانسية بطرق لا تتطابق مع الصور اللاحقة في الحركة الرومانسية. أشاد الشاعر الرومانسي صمويل تايلور كوليردج بشكل خاص بالسونيتات التي تربط بين الطبيعة والمشاعر الإنسانية، وهي تقنية شعرية من شأنها أن تصبح سمة مميزة للشعر الرومانسي. ومع ذلك، في معظم شعرها، اختلف تصوير سميث للطبيعة عن الرومانسيين من حيث أنها كانت مهتمة بالتفاصيل العلمية للعالم الطبيعي. إن صورها للطبيعة ليست في العادة تجارب متعالية ومثيرة للاهتمام لكيفية تأثيرها على شخصية الشاعر، بل هي أوصاف لظواهر من الحياة الواقعية مثيرة للاهتمام بالنسبة للتحديات الفكرية التي تطرحها على الفهم.